# Marco Branca
Marco Branca (ur. 6 stycznia 1965 w Grosseto) – włoski piłkarz, występujący podczas kariery na pozycji napastnika.

## Kariera klubowa
Karierę piłkarską Marco Branca rozpoczął w czwartoligowym US Grosseto w 1981 roku. W 1982 roku przeszedł do pierwszoligowego Cagliari Calcio. Z Cagliari spadł do Serie B w 1983 roku. Dopiero w trzecim sezonie w Cagliari Branca zdołał zadebiutować w lidze. Dobra gra w klubie z Sardynii zaowocowała do pierwszoligowego Udinese Calcio. W następnym sezonie trafił do Sampdorii, z którą zdobył Puchar Włoch w 1988 roku. W Sampdorii Branca był rezerwowym i po sezonie powrócił do Udinese, które w międzyczasie spadło do Serie B. Z Udinese grał przez dwa sezony i awansował do Serie A w 1989 roku. Dobry w wykonaniu Branki sezon 1989–1990 zaowocował powrotem do Sampdorii. Z Sampdorią zdobył mistrzostwo Włoch 1991.
Przed następnym sezonem Branca został sprzedany do Fiorentiny. W klubie z Florencji grał tylko przez sezon i przed następnym sezonem powrócił do Udinese. W Udinese Branca grał bardzo dobrze, zwłaszcza w sezonie 1993–1994, gdy strzelił 14 bramki. Dobra gra nie pomogła uchronić Udinese przed spadkiem do Serie B. W 1994 roku przeszedł do Parmy. Z Parmą zdobył Puchar UEFA oraz dotarł do finału Pucharu Włoch w 1995 roku. Sezon 1995–1996 rozpoczął w AS Roma, jednak po rozegraniu 7 meczów i strzeleniu 2 bramek został sprzedany do Interu Mediolan, w ramach wymiany za Marco Delvecchio.
W Interze zadebiutował 19 listopada 1995 w wygranym 2-1 meczu z Udinese. W sezonie 1995-96 dotarł z Interem do finału Puchar UEFA, gdzie Inter przegrał z FC Schalke 04. W sezonie 1997–1998 Branca wystąpił 23 meczach i strzelił 17 bramek, będąc najlepszym strzelcem zespołu. W następnym sezonie Branca stracił miejsce w składzie i połowie sezonu odszedł do drugoligowego angielskiego Middlesbrough F.C. Jego bilans w Interze to 70 meczów (52 w lidze, 7 w Pucharze UEFA i 11 w Pucharze Włoch) i strzelił 25 bramek (23 w lidze, 1 bramkę w Pucharze UEFA i Pucharze Włoch). Z Middlesbrough awansował do Premier League w 1998 roku. W Middlesbrough półtora roku. W latach 1999–2000 występował w szwajcarskim FC Luzern. Karierę zakończył w drugoligowej Monzy w 2001 roku.

## Kariera reprezentacyjna
W 1996 roku Marco Branca znajdował się w szerokiej 30-osobowej kadrze reprezentacji Włoch na Mistrzostwa Europy 1996. Ostatecznie nie znalazł się w ostatecznej 22-osobowej kadrze na Euro 96. W tym samym roku został powołany do kadry U-23 na Igrzyska Olimpijskie, jako jeden z trzech starszych graczy. Na turnieju w Atlancie wystąpił we wszystkich trzech meczach z Meksykiem, Ghaną i Koreą Południową, w których strzelił wszystkie 4 bramki dla Włoch.

## Kariera dyrektorska
Po zakończeniu kariery piłkarskiej Marco Branca został działaczem piłkarskim. Od 2003 roku jest dyrektorem sportowym Interu Mediolan.